# Krvavica (Serbia)
Krvavica (cyr. Крвавица) – wieś w Serbii, w okręgu rasińskim, w mieście Kruševac. W 2011 roku liczyła 808 mieszkańców.